# 翁戈斯區
12°48′38″S 75°45′55″W / 12.8105°S 75.7652°W
翁戈斯區（西班牙語：Distrito de Hongos），是秘魯的一個區，位於該國中南部利馬大區的堯約斯省，始建於1965年1月29日，面積103.8平方公里，海拔高度3,205米，2005年人口455，人口密度每平方公里4.4人。